# Kirkjubøur
Kirkjubøur er Færøernes vigtigste historiske sted. Bygden er beliggende på Streymoys sydvestkyst med udsigt til Hestur og Koltur. Gennem middelalderen var Kirkjubøur bispesæde og dermed landets åndelige og kulturelle centrum.
Indtil 2005 var Kirkjubøur en selvstændig kommune sammen med nabobygden Velbastaður, men nu hører de til Tórshavnar kommuna. I Kirkjubøur bor omkring 80 mennesker.
Fra færgehavnen Gamlarætt i nærheden af bygden sejler færgen til Hestur og Sandoy.

## Geografi
Kirkjubøur er beliggende ved fjorden Hestsfjørður. Kirkjubøhólmur er en holm vest for Kirkjubøur. Tidligere var der en forbindelse med fastlandet, men naturens kræfter har isoleret den. Holmen er omkring 2 hektar stor.
Fjeldet Kirkjubøkambur er 308 meter højt og er Streymoys sydligste fjeld. Streymoys sydspids kaldes Kirkjubønes. Det andet fjeld ved Kirkjubø hedder Kirkjubøreyn og er 351 meter højt.
Mellem begge fjelde fører en vardesti til Argir, den nuværende sydlige bydel af hovedstaden. En anden vandresti fører i nord rundt om Kirkjubøreynen. Vandreturen er let uden svære stigninger. Vej nr. 54 forbinder Kirkjubøur med Velbastaður og Tórshavn. Fra Tórshavn centrum til Kirkjubøur er der 12 kilometer. Her kører bussen, og vejen er også velegnet for cyklister.

## Historie
Det antages, at Kirkjubøurs historie går tilbage til vikingetiden på Færøerne. Efter at Færøerne blev kristnet 999 af Sigmundur Brestisson, var der to kirker på Færøerne: på Skúvoy og i Sandur. Muligvis stammer en tredje kirke fra samme tid. Murresterne Úti á Líkhúsið (ved lighuset) i Kirkjubøur kunne være denne tredje kirke. Men nyere teorier siger, at de stammer fra den påbegyndte St. Brendanus-kirke fra 1420.
I hvert fald etablerede den katolske kirke sig på Færøerne, og fra 1111 havde Færøerne sit eget bispedømme med Kirkjubøur som sæde. Præsteskolen havde stor betydning og var Færøernes første og eneste skole indtil reformationen (1538). Den norske kong Sverre opvoksede her, og han blev senere berømt for sin store viden.
I 1200-tallet blev Olavkirken (sognekirken) opført. Den er landets ældste kirke, som stadig er i brug. Færøernes berømteste biskop var Erlendur af Færøerne fra 1269 til 1308. Det siges, at han skrev Fårebrevet (1298) og var idemanden bag Magnuskatedralen.
Kirkjubøur skal have bestået af 50 huse, men de fleste af disse blev skyllet væk af en storm, der rasede engang omkring 1500-tallet. Ved reformationen blev bispesædet og præsteskolen nedlagt. Den katolske kirkes tid var forbi, og al dens jord (omkr. 60% af Færøerne) var nu kongsjord. Bispesædet er siden 1557 kendt som Kongsgården, hvor familien Patursson bor i 17. generation. Gården er Færøernes største, og Patursson-familien en af Færøernes berømteste. Mange betydelige personligheder i kultur og politik er udgået fra denne slægt.

## Attraktioner
Magnuskatedralen, Sankt Olav Kirke og kongsgården ligger alle tæt ved hinanden. Hvert enkelt bygning er et besøg værd, og alle tre fortæller om Færøernes rige historie og kultur.

### Magnus-katedralen
Magnuskatedralen bliver af færingerne almindeligvis kaldt múrurin (muren). Domkirken blev opført omkring 1300 i biskop Erlendurs tid. Bygningen har hverken tårn, vinduesruder eller tag og er 26,5 meter lang, 10,8 meter bred og 9 meter høj, og murene er 1,5 meter tykke. Det vides ikke, om Magnuskatedralen nogensinde har været fuldført. I hvert fald er den højgotiske katedral i dag en ruin, som søges optaget på UNESCOs verdensarvsliste.
Det barske færøske klimas nedbrydning af murene har ført til, at ruinen er blevet overdækket med en trækonstruktion i et forsøg på at hindre fortsat erosion. Projektet, der er udført af Færøernes Nationalmuseum, er meget omstridt på Færøerne. Mange håber, det kun er en midlertidig løsning.

### Olavskirken
Sognekirken blev oprindelig indviet til Jomfru Maria, men blev senere opkaldt efter Olav den Hellige. Olavskirken Ólavskirkjan er landets ældste kirke, som stadig er i brug og var Færøernes domkirke i den katolske tid.
Bygningen blev opført i 1200-tallet, er 21,8 meter lang og 7,5 meter bred. Tårnet stammer fra 1855. I 1874 blev kirken ombygget, og meget af dens oprindelige præg blev ødelagt. Det var V.U. Hammershaimb og Hannes Finsen (amtmand for Færøerne), som sørgede for, at stolegavlene fra Kirkjubøur sammen med andre klenodier kom til Nationalmuseet i København. I 2002 blev de tilbagegivet til Færøerne og kan nu ses på Færøernes Nationalmuseum.
Altartavlen er malet af Sámal Joensen-Mikines.

### Kongsgården
Kongsgården i Kirkjubø kaldes Kirkjubøargarður på færøsk. De ældste dele af blokhusene stammer fra 1000-tallet og kaldes roykstovan. I dag er roykstovan sammen med stokkastovan et museum, men her bor som nævnt også familien Patursson, den 17. generation uden afbrydelse. Kongsgården regnes blandt verdens ældste træhuse, som stadig er beboet.
Kirkjubøargarðurin er Færøernes største gård. Færøsk landbrug og turisme er en vigtig økonomisk faktor i Kirkjubøur. Garðskaffi er en café, men roykstovan kan også lejes til fester og andre begivenheder. Fårekød og oksekød kan købes på gården.

## Personligheder
- Sverre Sigurdsson (1151-1202) – norsk konge, opfostret i Kirkjubø.
- Biskop Erlendur (?-1308) – idemanden bag Magnus-katedralen, skrev fårebrevet, Færøernes ældste dokument.
- Helena Patursson (1864-1916) – Færørnes første feminist, skrev bl.a. den første skuespil på færøsk.
- Jóannes Patursson (1866-1946) – Helenas bror, nationalistisk politiker og forfatter.
- Sverre Patursson (1871-1960) – Helenas og Jóannes' bror, forfatter og miljøaktivist.
- Erlendur Patursson (1913-1986) – Jóannes' søn, forfatter og nationalistisk politiker.
- Tróndur Patursson (f. 1944) – billedhugger og -kunstner.

## Billeder
- Vinter i Kirkjubøur
- Udsigt fra Kirkjubøur
- Sankt Olav's Kirke
- Kongsgårdens hoveddør (kopi)